# Кларак (Атлантические Пиренеи)
Клара́к (фр. Claracq) — коммуна во Франции, находится в регионе Аквитания. Департамент — Атлантические Пиренеи. Входит в состав кантона Тер-де-Люи и Кото-дю-Вик-Бий. Округ коммуны — По.
Код INSEE коммуны — 64190.

## География

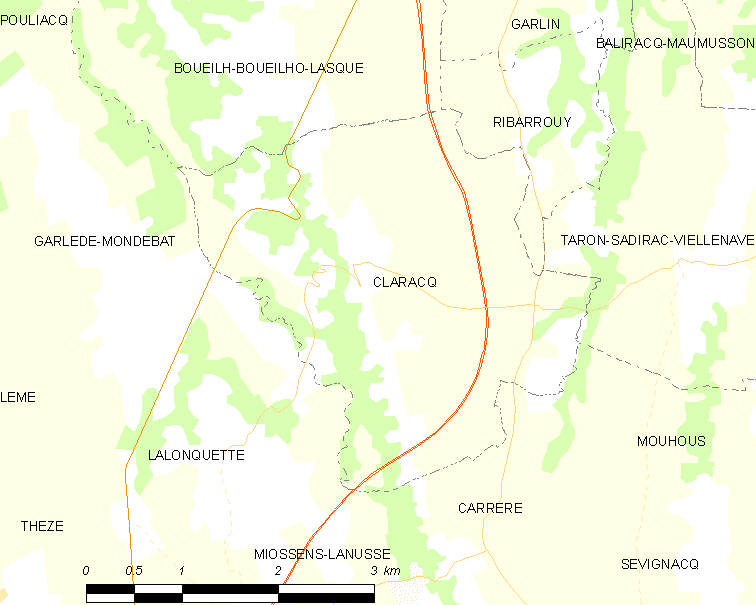
Карта коммуны

Коммуна расположена приблизительно в 630 км к югу от Парижа, в 150 км южнее Бордо, в 24 км к северу от По.

### Климат
Климат тёплый океанический. Зима мягкая, средняя температура января — от +5°С до +13°С, температуры ниже −10 °C бывают редко. Снег выпадает около 15 дней в году с ноября по апрель. Максимальная температура летом порядка 20-30 °C, выше 35 °C бывает очень редко. Количество осадков высокое, порядка 1100 мм в год. Характерна безветренная погода, сильные ветры очень редки.

## Население
Население коммуны на 2010 год составляло 230 человек.
| 1962 | 1968 | 1975 | 1982 | 1990 | 1999 | 2010 |
| ---- | ---- | ---- | ---- | ---- | ---- | ---- |
| 205  | 201  | 218  | 208  | 193  | 208  | 230  |

## Администрация
| Период | Период | Фамилия          | Партия | Примечания |
| ------ | ------ | ---------------- | ------ | ---------- |
| 1995   | 2008   | Жан Буке         |        |            |
| 2008   | 2014   | Бернар Кассу     |        |            |
| 2014   | 2020   | Клод Кассу-Лалан |        |            |

## Экономика
В 2010 году среди 144 человек трудоспособного возраста (15-64 лет) 108 были экономически активными, 36 — неактивными (показатель активности — 75,0 %, в 1999 году было 79,2 %). Из 108 активных жителей работали 102 человека (54 мужчины и 48 женщин), безработных было 6 (3 мужчин и 3 женщины). Среди 36 неактивных 6 человек были учениками или студентами, 22 — пенсионерами, 8 были неактивными по другим причинам.

## Достопримечательности
- Церковь Успения Пресвятой Богородицы (XI век)[4]